# Mouvement écologiste indépendant
 (octobre 2021).
 (octobre 2021).
Pour les articles homonymes, voir MEI.
Ne doit pas être confondu avec Mouvement d'écologie politique, Alliance écologiste indépendante ou Parti écologiste.
Le Mouvement écologiste indépendant (MEI, ou « Les Écologistes ») est un parti politique français, créé le 4 septembre 1994 à Châtel-Guyon à l'initiative d'Antoine Waechter (ainsi que d'autres militants ayant quitté les Verts) par refus d'une alliance privilégiée avec le Parti Socialiste.
Le MEI considère l'écologisme comme un projet politique à part entière, distinct de la Droite et de la Gauche, mais pouvant s'allier aussi bien avec l'une qu'avec l'autre, ce qui le distingue des Verts qui considèrent l'écologisme soit comme un courant de la Gauche, soit comme un courant distinct mais ne devant néanmoins s'allier qu'avec la Gauche[réf. nécessaire].

## Historique

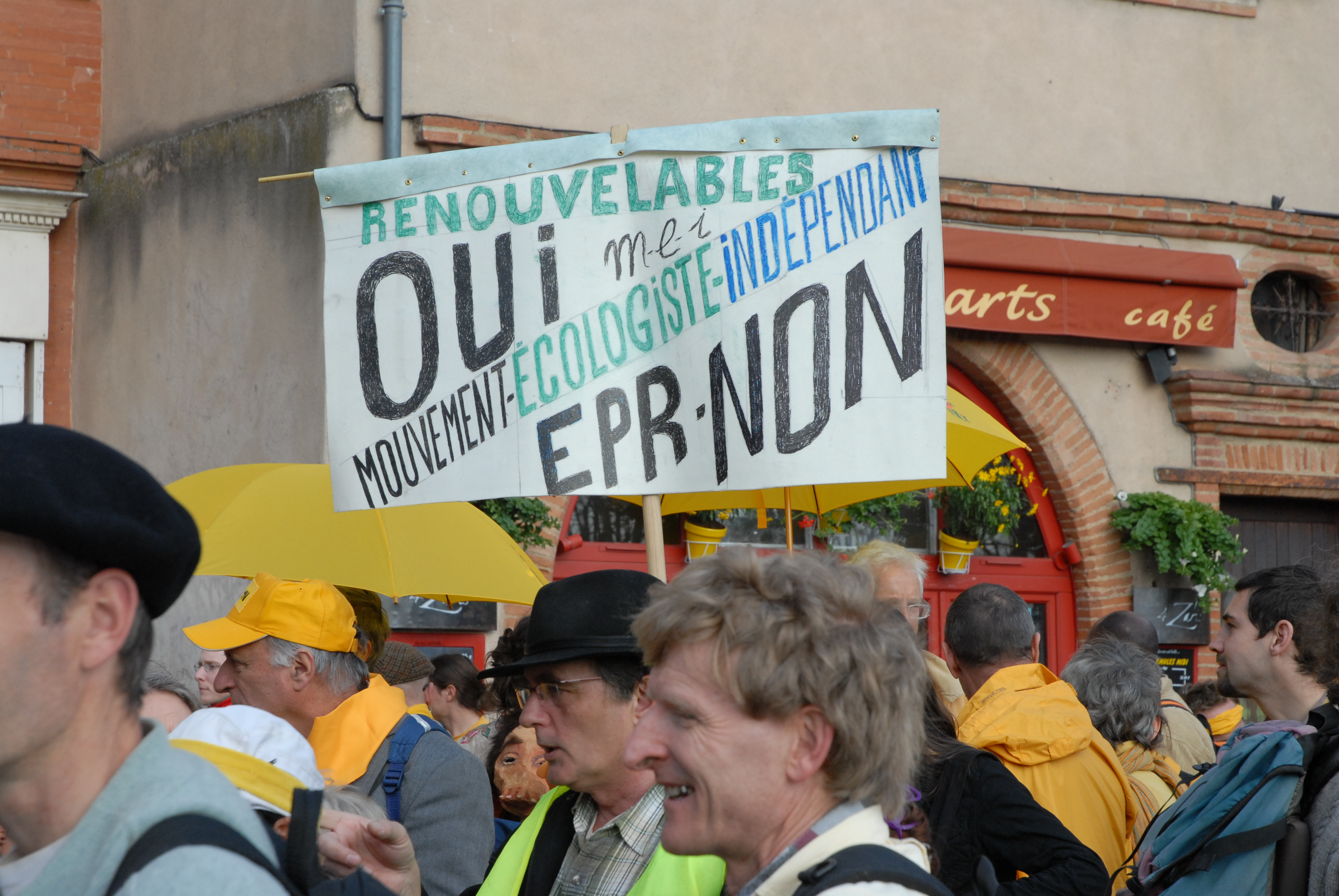
Partisans du MEI à Toulouse, en mars 2007.

Lors de sa fondation en 1994, le MEI souhaite devenir le nouveau fer de lance de l'écologie politique en France, en s'appuyant sur le nom d'Antoine Waechter, qui fut pendant longtemps le représentant le plus médiatisé des Verts. Ce nouveau parti est alors composé de nombreux Verts, ayant quitté ou ayant été exclus du mouvement, craignant que le parti ne dérive vers une position marginale d'extrême gauche.
C'est pourtant Dominique Voynet, des Verts, qui représente l'écologie à l'élection présidentielle de 1995, le MEI n'ayant pas réussi à obtenir le nombre de signatures requis pour qu'Antoine Waechter puisse déposer sa candidature.
Deux ans plus tard, en 1997, l'accord passé entre le Parti socialiste et les Verts, qui donne à ces derniers une représentation parlementaire et des ministres, finit par asseoir la domination des Verts sur l'écologie politique aux yeux des médias et de l'opinion. Aux élections européennes de 1999, cette prédominance des Verts se confirme : leur liste obtient un score de 9,72 %, contre 1,52 % pour la liste menée par Antoine Waechter. En décembre 2000, le parti désigne Waechter comme son candidat à l'élection présidentielle de 2002.
Dans quelques régions néanmoins, grâce à des militants historiques de l'écologie militant au MEI, le parti est arrivé à concurrencer les Verts et à occuper un terrain que n'arrivent pas à tenir les autres mouvements écologistes (Alsace, Alpes-Maritimes et Auvergne notamment). Ainsi, aux élections cantonales et municipales de 2001, le MEI arrive à obtenir quelques élus dans ces régions.
Le résultat des élections régionales de 2004 est significatif du poids comparé des Verts et du MEI. Le MEI obtient des résultats allant de 2,35 à 7,4 % dans les régions où les Verts sont unis avec le PS dès le premier tour, alors que, dans les régions où les Verts présentent des listes autonomes comme en Auvergne ou dans le Nord-Pas-de-Calais, les scores du MEI sont plus faibles. De même, aux élections européennes de juin 2004, le MEI ne se présente que dans la circonscription interrégionale Est, où il obtient 2,76 % des suffrages exprimés.
En 2005, le MEI perd une partie de ses adhérents, partisans du « non » au référendum sur le TCE, dont des membres de son Conseil national, à la suite de la divergence qui a suivi l'interprétation à faire du résultat du référendum interne au mouvement sur le choix de vote sur le TCE. Une partie des partants rejoint Les Verts après le référendum.
En 2006, un accord de non concurrence est proposé entre plusieurs petits groupes se réclamant de l'écologie. Les Verts et, à droite, Cap21 refusent de rejoindre ce cadre. Lors de l'élection présidentielle de 2007, Antoine Waechter appelle à voter pour François Bayrou, ce qui entraîne le départ de certains militants, en raison du soutien de François Bayrou au nucléaire.
Lors de la fondation du Mouvement démocrate par François Bayrou, le MEI se déclare prêt à faire alliance avec lui pour les élections législatives. Néanmoins, désirant continuer à marquer son existence et du fait des obligations régissant le financement public des partis, le MEI est présent dans 133 circonscriptions aux élections législatives de juin 2007 et obtient la reconduction de son financement public puisque 84 candidats ont passé la barre de 1 % des suffrages exprimés malgré la présence des candidats des Verts. La quasi-disparition de Génération écologie et l'absorption de Cap21 par le MoDem placent alors le MEI en deuxième place des votes écologistes pour la première fois depuis 1997.
Aux élections municipales de 2008, le MEI obtient une trentaine d'élus, en majorité dans de petites communes. Pour les élections européennes de 2009, le mouvement rejoint d'abord le « Rassemblement de l'écologie » sous le nom d'Europe Écologie. Mais cette expérience tourne court puisque le MEI ne se voit proposer que la tête de liste de la circonscription interrégionale Centre (où la barre d'éligibilité est à plus de 10 %). Antoine Waechter souhaitant être candidat dans l'Est et Francis Lalanne dans le Sud-Ouest, le MEI décide de quitter Europe Écologie début 2009. Il décide ensuite de participer aux élections européennes en créant l'Alliance écologiste indépendante avec Génération écologie (les Bleus) et la France en action.
Les résultats des européennes montrent un maintien électoral malgré une quasi-exclusivité de médias pour Europe Écologie et Daniel Cohn-Bendit. L'Alliance Écologiste Indépendante (AEI = MEI + GE + FEA) obtient 3,63 % des suffrages contre 16,28 % à Europe Écologie. Ce résultat est insuffisant pour avoir des élus. En l'additionnant à celui d'Europe Écologie, il laisse supposer qu'une entente entre les deux listes aurait permis de faire élire deux écologistes supplémentaires, dans l'Est et le Nord, régions où le MEI souhaitait précisément mener la liste commune. À la suite de dissensions sur les modalités de fonctionnement de la FEA, GE quitte l'Alliance suivi du MEI à la quasi-unanimité du Conseil National. L'Alliance n'existe donc plus en tant qu'alliance de GE, MEI et FEA. La FEA s'autorise seule à garder le sigle.
Le MEI a fait une liste commune avec Europe Écologie Les Verts (EÉLV) pour les régionales de 2010, dans les régions Alsace, Nord-Pas-de-Calais et Midi-Pyrénées. Le MEI obtient alors trois conseillers régionaux issus des listes communes avec EÉLV.
Aux élections cantonales de 2011, les candidats du Mouvement Écologiste Indépendant, soutenus par Europe Écologie Les Verts réalisent d’excellents résultats au premier tour de 8,5 jusqu'à 26,26 % pour la candidature de Laurent Boitelle à Sierentz (Alsace). Jean Bitterlin, dans le canton d’Altkirch (Alsace), se retrouve au second tour face au sortant soutenu par le député maire UMP. De 20,5 % au premier tour, il réalise près de 43 % au second, agrégeant les voix des candidats villepiniste, régionaliste et divers.
Le MEI a participé à la primaire de l’Écologie pour l'élection présidentielle de 2012.
Après la primaire, le MEI s'engage à soutenir Eva Joly pour la présidentielle de 2012, malgré la défaite de Nicolas Hulot dont le parti avait soutenu la candidature. Cependant, Waechter estime : « Il y a un certain trouble lié au discours et à la tonalité du discours d'Eva Joly qui se positionne davantage à la gauche de la gauche que comme écologiste… ». Il lui demande alors : « des "garanties sur la nature de sa campagne ». Lors de ses Journées d'été à La Bourboule, le MEI, affirme qu'il ne soutiendra "aucun autre candidat" après la victoire de l'eurodéputée EÉLV sur Nicolas Hulot.
Pour les élections législatives de 2012, le MEI s'allie avec EÉLV et Cap21 dans plusieurs circonscriptions.
En 2014, une union des écologistes, sous la bannière « Europe Écologie » avec EÉLV et le MEI, se présente aux élections européennes dans toutes les circonscriptions.
Antoine Waechter est désigné par son mouvement comme candidat à l'élection présidentielle de 2017 mais ne pourra pas s'y présenter. Le MEI a regretté le retrait de la candidature de Yannick Jadot désigné par EÉLV.
Pour les législatives de juin 2017, le MEI est partie prenante dans une nouvelle confédération écologiste Confédération pour l'Homme, l'Animal, la Planète (CHAP) à laquelle EÉLV n'a pas souhaité participer.
En 2019, Les Écologistes - MEI cofondent « Urgence Écologie » avec l'ancienne ministre de l'Écologie Delphine Batho et sont représentés par plusieurs membres et notamment en deuxième position sur la liste de Dominique Bourg pour les élections européennes.
En 2020, Le MEI qui, depuis sa fondation, tente de rassembler plusieurs tendances sur l'échiquier, de centre gauche, du centre et de droite voire parfois de droite "nationale", a décidé d'alliances libres, sur une base programmatique minimum:
- Aux municipales, des élus apparurent, sur des alliances tantôt de centre gauche, tantôt de centre droit, ainsi sur d'autres territoires que ceux "traditionnels", de l'est et du pays basque: Outre Claudine François-Wilser adjointe au Maire de Thann, Antoine Waechter lui-même, et Francine Hauptain dans la nord (sur une liste d'opposition), Jean Poncharal à Brive, également délégué à la transition écologique à son agglomération et une liste indépendante soutenue par le MEI à Limoges (4%).
Une pétition nationale sur la démocratie citoyenne (comité tripartite permanent comme ce fut pratiqué plus tard par le Gouvernement avec la gestion du Covid) fut lancée sur l'initiative de Françoise Werckmann, ancienne adjointe de Strasbourg, de Jean Poncharal et de Jacques Mauhourat (adjoint au Maire d'Assat près de Pau, représentant , avec Francine Hauptain, la tendance de "centre gauche" du mouvement.
En 2021, les négociations sont menées principalement avec des listes de droite, sur la base des marqueurs spécifiques du MEI : combat contre les éoliennes, importance du paysage, référendum d'initiative locale et action internationale sur la démographie. Deux élus régionaux sont élus sur des listes LR, Marie-Eve Perru en Ile-de-France et Christophe Normier en Bourgogne. Les autres tentatives d'alliance (LR en Nouvelle Aquitaine, LREM dans le Nord, EELV en Occitanie) n'aboutissent pas.
Lors des journées d'été organisées à Brive, Julien Vicq, ancien membre d'EELV et adjoint au maire LR de Metz, rejoint le MEI et propose la candidature d'Antoine Waechter à l'élection présidentielle, dans une perspective de refondation "libérale" du mouvement. Aintoine Waechter n'obtenant que 7 parrainages, au lieu des 500 requises, échoue à se présenter.

## Bureau national[9]
Présidence
- Depuis novembre 2021, les trois co-présidents sont : 
Antoine Waechter (président fondateur), Jacques Mauhourat et Didier Barthès

Trésorerie
- Trésorier national : Erwan Rohou

Association de financement du MEI
- Trésorier : Laure Grosheitsch